# Scottish Aviation

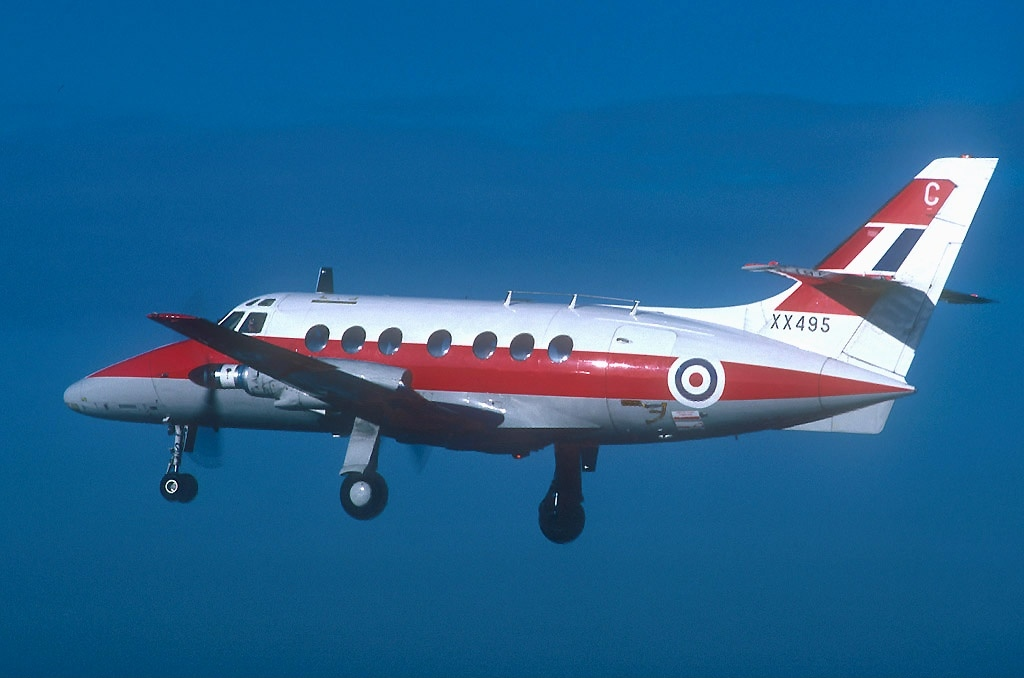
Scottish Aviation Jetstream T1

Scottish Aviation war ein britischer Flugzeughersteller mit Sitz in Prestwick, South Ayrshire.

## Unternehmensgeschichte
Das Unternehmen wurde 1935 als Flugschule gegründet und begann 1938 mit der Wartung von Flugzeugen. Während des Zweiten Weltkriegs übernahm es die Endmontage von Flugzeugen anderer Hersteller und die Instandhaltung von Consolidated-B-24-Liberator-Bombern. Nach dem Krieg setzte Scottish Aviation umgebaute Liberator als zivile Linienmaschinen für Verbindungen der Flugfélag Íslands Iceland Airways nach Schottland ein.

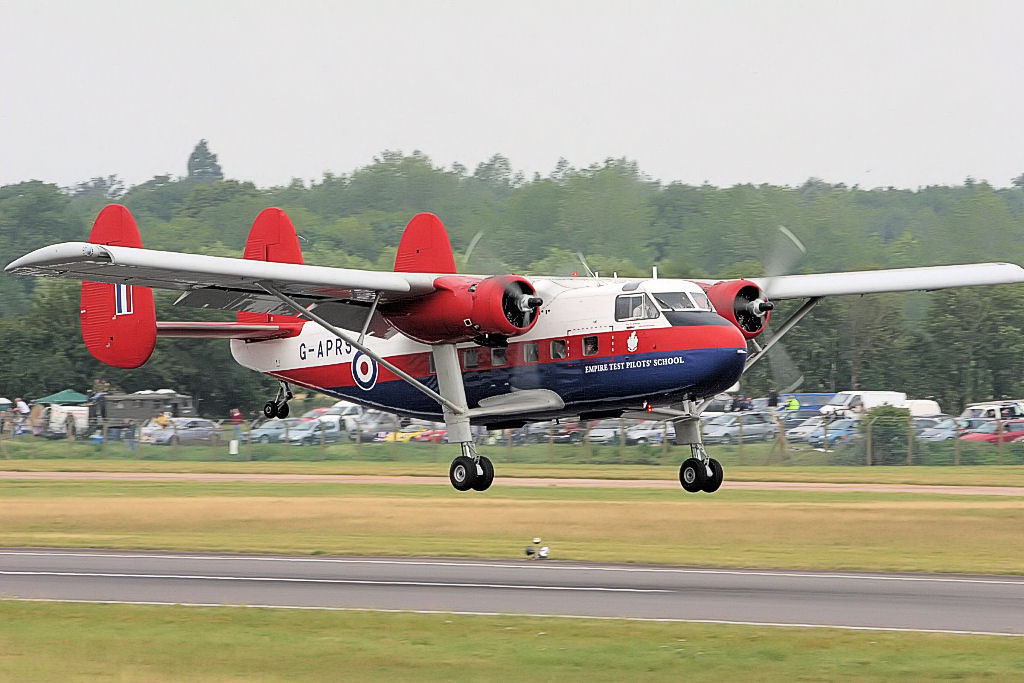
Scottish Aviation Twin Pioneer

Nach dem Krieg entwickelte und baute das Unternehmen die Militärtransportflugzeuge Pioneer und Twin Pioneer. Nach dem Zusammenbruch der Handley Page Aircraft Company 1970 übernahm es den Bau der Jetstream-Transport- und Trainingsflugzeuge. Vom ebenfalls 1970 in Konkurs gegangenen Hersteller Beagle Aircraft erwarb es die Rechte am Schulflugzeug Bulldog.
Im Jahr 1977 schloss sich Scottish Aviation mit British Aircraft Corporation, Hawker Siddeley Aviation und Hawker Siddeley Dynamics zur British Aerospace zusammen. Einige Betriebsteile wurden später an den amerikanischen Hersteller Spirit AeroSystems verkauft.

## Flugzeuge
- Pioneer (Erstflug 5. November 1947)
- Twin Pioneer (Erstflug 25. Juni 1955)
- Bulldog
- Jetstream

## Automobilproduktion

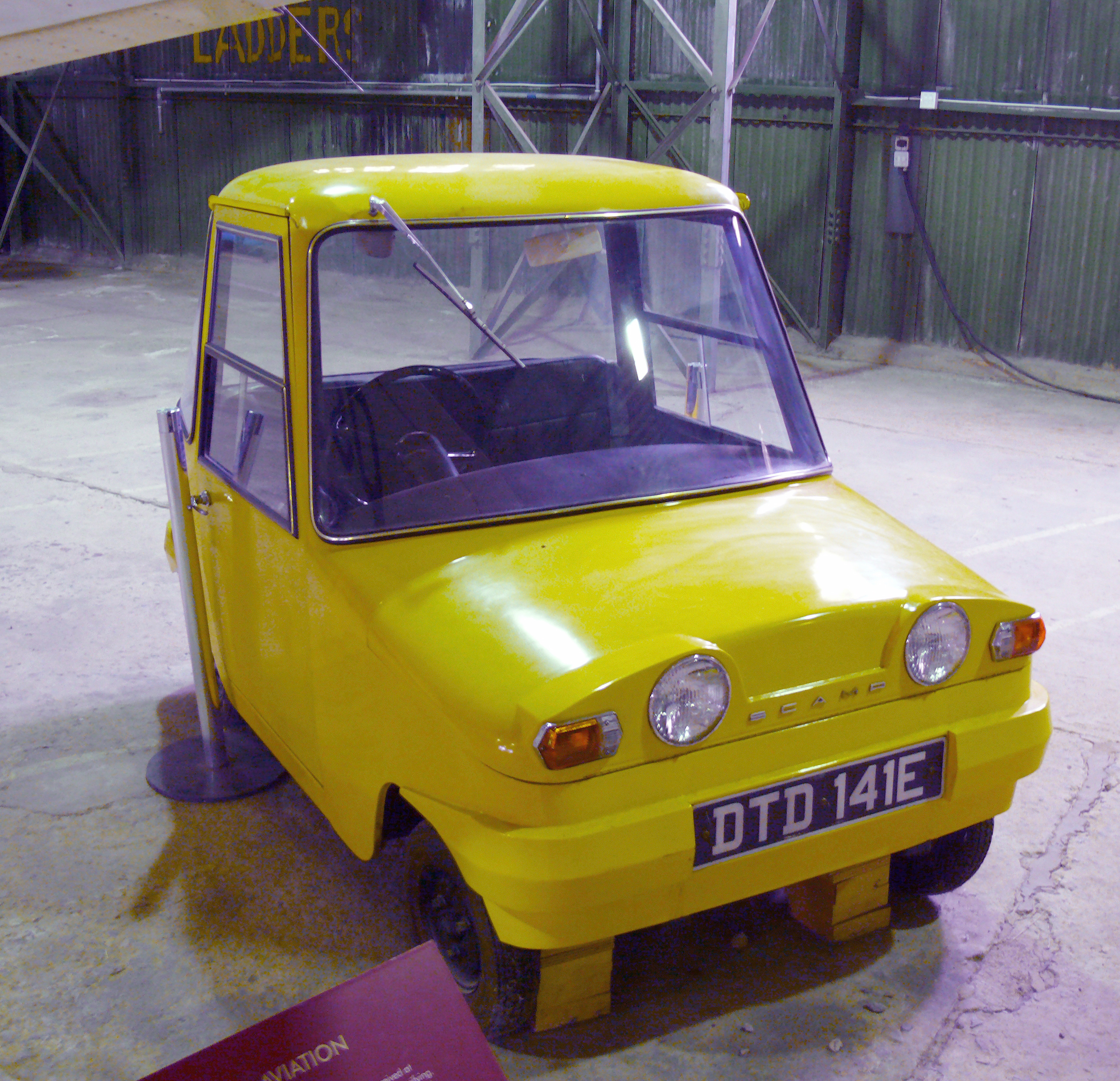
Scamp

Im Jahr 1965 begann das Unternehmen mit der Produktion von Elektroautos. Die erste öffentliche Präsentation fand allerdings erst 1967 auf der Ideal Homes Exhibition statt. Ebenfalls 1967 endete die Produktion. Insgesamt entstanden zwölf Fahrzeuge. Davon wurden zehn an verschiedene Energieversorgungsunternehmen abgegeben. Der Markenname lautete Scamp.

## Fahrzeuge
Die Fahrzeuge waren nur 2132 mm lang. Die Coupé-Karosserie aus Fiberglas bot Platz für zwei Personen. Zwei Elektromotoren mit jeweils 2,7 PS trieben über Kette jeweils ein Hinterrad an. Die Höchstgeschwindigkeit war mit 56 km/h angegeben und die Reichweite mit 35 km. Der Verkaufspreis sollte 330 Pfund betragen.